# Césius Bassus
Caius Caesius Bassus est un chevalier romain, poète lyrique et théoricien de la littérature latin, ami de Perse, actif au Ier siècle, qui aurait été tué par l'éruption du Vésuve. L'ami de Perse et le métricien étaient autrefois distingués par les chercheurs, mais l'identification des deux personnages est maintenant acceptée par tous.

## Éléments biographiques
Son ami Perse lui dédicace sa sixième satire. Il affirme qu'il avait environ soixante ans en 61. D'après les Vies des hommes illustres de Suétone, Bassus est un ami d'enfance de Perse ; après la mort de ce dernier, il édite ses Satires, ainsi que la Pharsale de Lucain. Un scholiaste de Perse affirme que Bassus est mort pendant l'éruption du Vésuve en 79 ; Pline le Jeune, dans le récit qu'il fait de la mort de son oncle au cours de cet événement, mentionne effectivement la femme de Bassus qui habite dans une villa sur les flancs du volcan.

## Œuvres
Bassus est l'auteur d'au moins deux livres de poésie lyrique, dont un seul vers a survécu, mentionné par Priscien. Au témoignage de Perse, son inspiration est double : il célèbre les plaisirs de la jeunesse, mais sait aussi écrire avec gravité, peut-être sur des sujets civiques. Son œuvre poétique est louée par Quintilien qui voit en lui, après Horace, le seul lyrique digne d'être lu.
Son travail de métricien apparaît dans le traité De Metris. De l'ouvrage original ne nous est parvenue qu'une version abrégée en prose. Bassus s'intéresse beaucoup aux mètres employés par Horace, ainsi qu'à la deriuatio, ou comment créer de nouveaux mètres en assemblant des hémistiches de vers différents, et en ajoutant ou supprimant des syllabes. La dernière partie de ce traité, appelée Ars Caesii Bassi de Metris, semble avoir été contaminée par les idées d'un autre auteur.
D'après Léon Herrmann, il faut en outre attribuer à Bassus les Élégies de Lygdamus ainsi que le poème Le Noyer et un Contre Ibis en réponse à l’Ibis d'Ovide.
Sa fille à peut être épousé un fils du philosophe Caius Musonius Rufus, en effet, Caius Rufius Festus, chevalier romain de Volsinii au milieu du IIe siècle, se dit descendant de Musonius et de Caesius.

#### Éditions
- Heinrich Keil, Grammatici Latini, vol. VI, Leipzig, Teubner, 1874
- Christian Settipani, Continuité gentilice et Continuité familiale dans les familles sénatoriales romaines à l'époque impériale, Linacre College, Oxford University, coll. « Prosopographica & Genealogica », 2000, 597 p. (ISBN 1-900934-02-7)

#### Études
- Luc Duret, « Dans l'ombre des plus grands : Poètes et prosateurs mal connus de la latinité d'argent », dans Aufstieg une Niedergang der Römischen Welt, vol. 32, t. 2 : Literatur der Julisch-Claudischen und Flavischen Zeit, De Gruyter, 1986